# Спящая красавица бабушки О’Гримм
Спящая красавица бабушки О’Гримм (англ. Granny O'Grimm's Sleeping Beauty) — короткометражный мультфильм 2008 года, созданный с помощью технологий компьютерной и флэш-анимации. Жанр — социальная сатира с элементами чёрного юмора. Мультфильм номинировался на «Оскар» в 2010 году в категории «Лучший анимационный короткометражный фильм», но проиграл мультфильму «Логорама».

## Предыстория[2]
Первоначально бабушка О'Гримм появилась как персонаж в скетч-шоу Кэтлин О'Рурк. Режиссёр Ники Фелан, увидев бабушку, решил, что она достойна стать главным героем отдельного мультфильма. В 2008 году мультфильм был создан на студии Brown Bag Films, автор скетч-шоу О'Рурк сама озвучила бабушку О'Гримм.

## Сюжет
Невероятно эмоциональная и зловещая бабушка О’Гримм рассказывает свою версию известной сказки «Спящая красавица» своей внучке, которая приходит в ужас от подобного изложения событий.

## Награды и номинации
- В 2009 году мультфильм выиграл награду на Ирландском кино- телефестивале в категории «Лучшая анимация»[3].
- В 2010 году мультфильм номинировался на «Оскар», но не выиграл награды[3].
- Также мультфильм получил 11 национальных и международных наград, в том числе на кинофестивале в Ньюпорт Бич («Лучший короткометражный фильм»), на фестивале в Монреале («Приз зрительских симпатий за лучший короткометражный фильм») и на кинофестивале «Золотое сердце» в Австралии («Лучшая комедия»)[2].

## Интересные факты
- Также существует небольшой мультфильм, в котором бабушка О’Гримм поздравляет всех с Рождеством[2].
- Фамилия бабушки является ирландской модификацией фамилии братьев Гримм — известных немецких сказочников XIX века, писавших очень натуралистичные и страшные «детские» произведения.